# Flagge der Britischen Jungferninseln

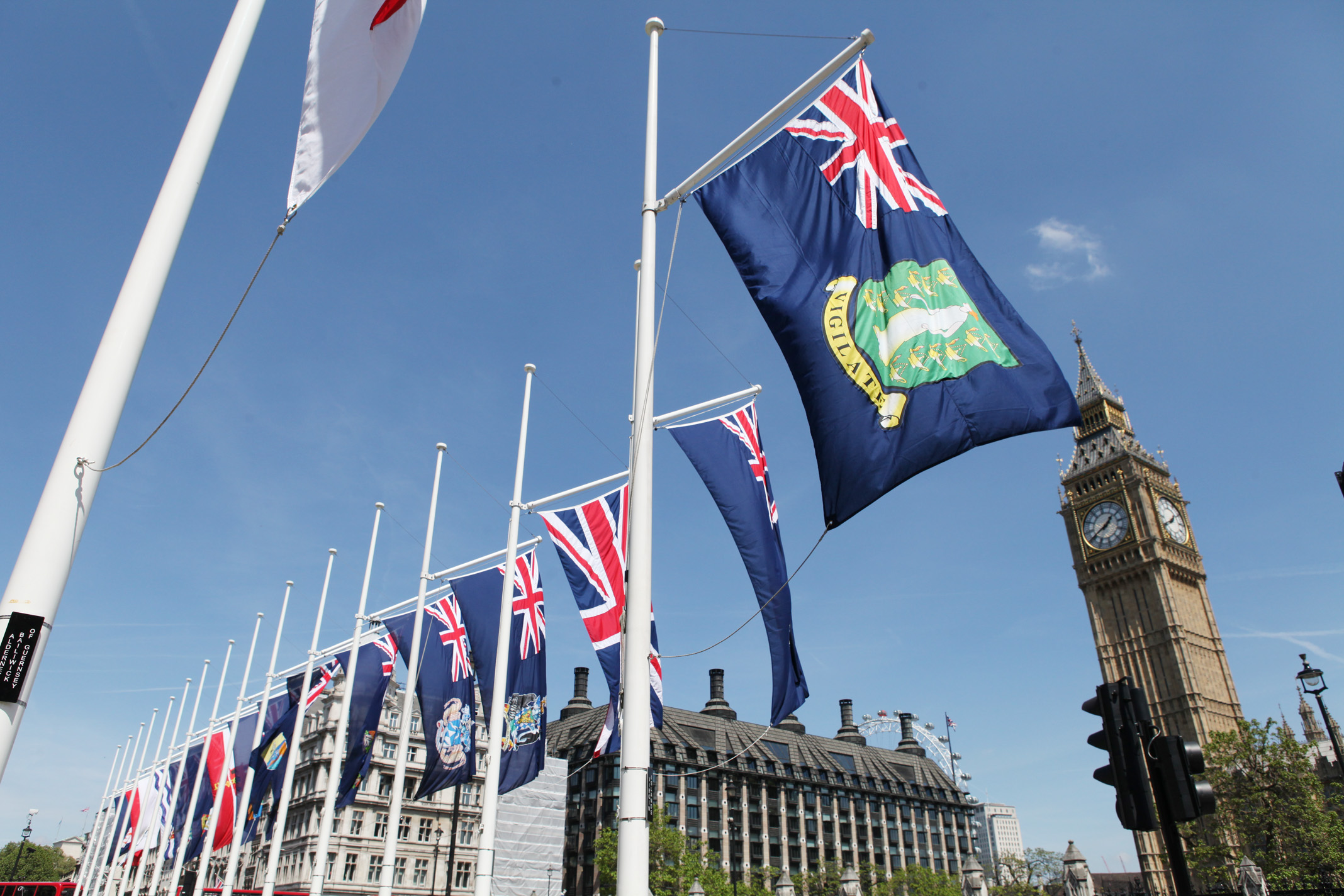
Mit anderen Flaggen der britischen Überseegebiete auf dem Londoner Parliament Square

Die Flagge der Britischen Jungferninseln zeigt auf blauem Hintergrund im Liek/am Mast oben den Union Jack, die Flagge des britischen Mutterlandes. Sie ist somit eine Blue Ensign. Am fliegenden Ende ist das Wappen der Britischen Jungferninseln dargestellt. Es besteht aus einem grünen Schild, darauf zwölf goldene Lampen mit roten Flammen und einer Frauenfigur, der heiligen Ursula von Köln, Schutzpatronin der Britischen Jungferninseln. Sie ist weiß gekleidet, trägt Sandalen und hält eine der Lampen in der Hand. Die elf übrigen Lampen verweisen auf die elf oder auch elftausend Gefährtinnen (Elf Jungfrauen) der heiligen Ursula, die der Überlieferung nach gemeinsam mit dieser den Märtyrertod erlitten.
Direkt unterhalb des Schildes steht der Leitspruch: VIGILATE (aus dem lateinischen etwa: Seid wachsam!). Dieser Leitspruch (Mt 25,1-13a) verweist zusammen mit den brennenden Öllampen im Wappen wahrscheinlich auf das Gleichnis von den fünf klugen und den fünf törichten Jungfrauen im Matthäusevangelium (Mt 25,1-13 ). Die klugen Jungfrauen haben sich rechtzeitig mit Öl versorgt, sich also rechtzeitig auf die Ankunft des Bräutigams (Christus) vorbereitet. Dieser findet sie bei seiner Ankunft wachend vor und nimmt sie mit hinein zur Hochzeit (ins Himmelreich). Die heilige Ursula und ihre Gefährtinnen – die allesamt Jungfrauen waren – werden so als innerlich vorbereitet auf den Eintritt in den Himmel (d. h. das Martyrium) dargestellt.

Handelsflagge
Union Jack des Gouverneurs
Wappen der Flagge

## Geschichte
Als Christoph Kolumbus die Inseln 1493 entdeckte, nannte er sie Las Virgenes zu Ehren der heiligen Ursula und ihrer Begleiterinnen. Die elf Lampen, welche die Figur der heiligen Ursula umgeben, stehen für jeweils 1000 der 11.000 Jungfrauen, die der Legende nach zusammen mit der heiligen Ursula zu Tode gequält wurden. Die Figur und die Lampen werden von einem Kranz aus zwei grünen Zweigen umgeben.
Die Flagge in der heutigen Form wurde am 15. November 1960 angenommen. Es wurden die Elemente, welche bereits als Wappen benutzt wurden, vor dem Hintergrund des Vereinigten Königreichs gesetzt.